# Rangerville (Texas)
Rangerville es una villa ubicada en el condado de Cameron en el estado estadounidense de Texas. En el Censo de 2010 tenía una población de 289 habitantes y una densidad poblacional de 31,6 personas por km².

## Geografía
Rangerville se encuentra ubicada en las coordenadas 26°6′27″N 97°44′12″O / 26.10750, -97.73667. Según la Oficina del Censo de los Estados Unidos, Rangerville tiene una superficie total de 9.15 km², de la cual 9.01 km² corresponden a tierra firme y (1.5%) 0.14 km² es agua.

## Demografía
Según el censo de 2010, había 289 personas residiendo en Rangerville. La densidad de población era de 31,6 hab./km². De los 289 habitantes, Rangerville estaba compuesto por el 85.81% blancos, el 0% eran afroamericanos, el 0% eran amerindios, el 1.04% eran asiáticos, el 0% eran isleños del Pacífico, el 10.38% eran de otras razas y el 2.77% pertenecían a dos o más razas. Del total de la población el 85.81% eran hispanos o latinos de cualquier raza.